# HTC J Butterfly
De HTC J Butterfly is een phablet van de Taiwanese fabrikant HTC die op 17 oktober 2012 werd onthuld in samenwerking met de Japanse fabrikant Sharp. Er is nog een variant van het toestel, de Droid DNA, deze versie wordt op 21 november uitgebracht bij de Amerikaanse telecomoperator Verizon. Het toestel is in december 2012 als eerste uitgebracht bij de Japanse telecomprovider KDDI, maar werd vanaf mei 2013 ook in Nederland verkocht.

## Scherm
Het toestel heeft een schermdiagonaal van 5 inch en behoort daarmee tot de phablets. Het super lcd 3-scherm wordt geleverd door het bedrijf Sharp, dat hiermee een nieuw type scherm introduceert. De schermresolutie bedraagt 1920x1080 pixels, waarmee de J Butterfly het eerste draagbare mobiele toestel ter wereld is dat beschikt over een 1080p Full HD-scherm. De schermresolutie bedraagt 440 pixels per inch, dit komt overeen met de Xperia Z van Sony en de Samsung Galaxy S4.

## Software
De J Butterfly wordt geleverd met Android versie 4.1 (ook wel Jelly Bean genoemd). Net zoals vele andere Android-fabrikanten, gooit HTC over dit apparaat een eigen grafische schil, HTC Sense versie 4+.

## Hardware
Het toestel is de opvolger van de HTC J, een waterdichte smartphone gebaseerd op de HTC One S, de Droid DNA is niet waterbestendig. De J Butterfly heeft een quadcore-processor van 1,5 GHz met een werkgeheugen van 2 GB. Aan de achterkant bevindt zich een 8 megapixelcamera en aan de voorkant is de phablet van een camera van 2,1 megapixel. De J Butterfly heeft 2 GB RAM-geheugen en een batterij met een capaciteit van 2020 mAh.

## Trivia
- Een paar maanden nadat HTC de Butterfly had uitgebracht, leverde HTC voor 30 euro extra een mini-telefoon erbij, omdat het bedrijf vond dat de telefoon naar eigen zeggen te groot was.[3]